# لمباتاوانک
کلیسای استپان مقدس لمباتاوانک (ارمنی: Լմպատի վանքի Սուրբ Ստեփանոս եկեղեցի; انگلیسی: Saint Stephen Church of Lmbat Monastery) یک کلیسا حواری ارمنی واقع در آرتیک، در استان شیراک، ارمنستان می‌باشد. ساخت و ساز این ساختمان سده ۷ میلادی؛ به پایان رسید. این بنا به سبک معماری ارمنی طراحی شده‌است.